# زره ۷۷۴

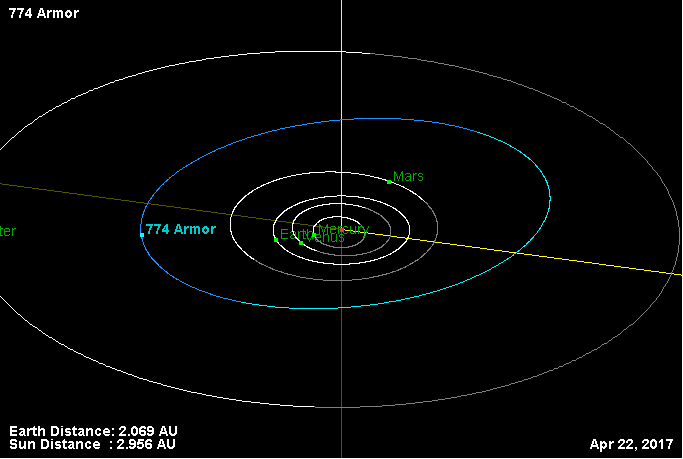
نمایی از محل قرارگیری سیارک زره ۷۷۴ در مدار – ۲۰۱۷

سیارک ۷۷۴ (به انگلیسی: 774 Armor، نامگذاری:1913TW) هفتصد و هفتاد و چهارمین سیارک کشف شده‌است که در ۱۹ دسامبر ۱۹۱۳ و در پاریس کشف شد.
قدر مطلق سیارک برابر ۸٫۶۰ است.